# 佐藤亮 (サッカー選手)
佐藤 亮（さとう りょう、1997年11月24日 - ）は、東京都北区 出身のプロサッカー選手。Jリーグ・愛媛FC所属。ポジションはフォワード。

## 来歴
小学4年時に飛び級で6年生の東京都選抜に選出され、関東選抜、そしてナショナル選抜に選出されFC東京u-15むさしにスカウトされた。
FC東京u-15時代には1年次から3年生の試合に出場し、2年次には3年生の全国大会へ主力として出場していた。佐藤亮の控えには1学年上の小泉佳穂がいた。
高校一年時に国体で10番として全国優勝に貢献した。
FC東京U-18で高3時には高円宮杯プレミアリーグEASTで得点王になったが、トップチームへは昇格せず明治大学に進学した。入学早々の関東大学サッカーリーグでは異例の1年生での開幕スタメンを掴んだ。1年生の頃からトップチームで試合にで続けていたが3年連続で全国大会期間中に怪我や病気にかかってしまった経験がある。4年次には主将として、安部柊斗・瀬古樹・中村健人・中村帆高・森下龍矢らを擁したチームを引っ張り、総理大臣杯全日本大学サッカートーナメント・関東大学サッカーリーグ戦・全日本大学サッカー選手権の3冠達成に貢献し大学サッカーの歴史上、最強と呼ばれる世代になった。インカレ終了後、いくつか候補がある中、熱心に誘ってくれたJ2・ギラヴァンツ北九州に加入が内定した。
北九州がJ2所属だった2シーズンでは怪我もあり通算7得点にとどまったが、チームがJ3リーグに降格した2022年、リーグ戦34試合中33試合に出場、チームトップの出場時間2508分とチーム得点王となる8得点を記録した。
2023年シーズンよりザスパクサツ群馬へ完全移籍。
2025年シーズンより愛媛FCへ完全移籍。

## 所属クラブ
- 城北アスカFC
- FC東京U-15むさし
- FC東京U-18
- 明治大学
- 2020年 - 2022年  ギラヴァンツ北九州
- 2023年 - 2024年 ザスパクサツ群馬 / ザスパ群馬
- 2025年 -  愛媛FC

## 個人成績
| 国内大会個人成績 | 国内大会個人成績 | 国内大会個人成績 | 国内大会個人成績 | 国内大会個人成績 | 国内大会個人成績 | 国内大会個人成績 | 国内大会個人成績 | 国内大会個人成績 | 国内大会個人成績 | 国内大会個人成績 | 国内大会個人成績 |
| 年度             | クラブ           | 背番号           | リーグ           | リーグ戦         | リーグ戦         | リーグ杯         | リーグ杯         | オープン杯       | オープン杯       | 期間通算         | 期間通算         |
| 年度             | クラブ           | 背番号           | リーグ           | 出場             | 得点             | 出場             | 得点             | 出場             | 得点             | 出場             | 得点             |
| 日本             | 日本             | 日本             | 日本             | リーグ戦         | リーグ戦         | リーグ杯         | リーグ杯         | 天皇杯           | 天皇杯           | 期間通算         | 期間通算         |
| ---------------- | ---------------- | ---------------- | ---------------- | ---------------- | ---------------- | ---------------- | ---------------- | ---------------- | ---------------- | ---------------- | ---------------- |
| 2019             | 明治大           | 11               | -                | -                | -                | -                | -                | 2                | 1                | 2                | 1                |
| 2020             | 北九州           | 7                | J2               | 26               | 3                | -                | -                | -                | -                | 26               | 3                |
| 2021             | 北九州           | 7                | J2               | 28               | 4                | -                | -                | 1                | 0                | 29               | 4                |
| 2022             | 北九州           | 7                | J3               | 33               | 8                | -                | -                | 1                | 0                | 34               | 8                |
| 2023             | 群馬             | 10               | J2               | 42               | 6                | -                | -                | 0                | 0                | 42               | 6                |
| 2024             | 群馬             | 10               | J2               | 23               | 3                | 2                | 1                | 1                | 0                | 26               | 4                |
| 2025             | 愛媛             | 10               | J2               |                  |                  |                  |                  |                  |                  |                  |                  |
| 通算             | 日本             | 日本             | J2               | 119              | 16               | 2                | 1                | 2                | 0                | 123              | 17               |
| 通算             | 日本             | 日本             | J3               | 33               | 8                | -                | -                | 1                | 0                | 34               | 8                |
| 通算             | 日本             | 日本             | 他               | -                | -                | -                | -                | 2                | 1                | 2                | 1                |
| 総通算           | 総通算           | 総通算           | 総通算           | 152              | 24               | 2                | 1                | 5                | 1                | 159              | 26               |

- Jリーグ初出場 - 2020年2月23日 J2第1節 アビスパ福岡戦（ミクニワールドスタジアム北九州）
- Jリーグ初得点 - 2020年7月4日 J2第3節 FC琉球戦（ミクニワールドスタジアム北九州）

## タイトル

### クラブ
明治大学
- 総理大臣杯全日本大学サッカートーナメント：2回（2018年、2019年）
- 関東大学サッカーリーグ戦：2回（2016年、2019年）
- 全日本大学サッカー選手権大会：1回（2019年）
- 東京都サッカートーナメント：1回（2019年）

### 代表・選抜
東京都選抜
- 国民体育大会サッカー競技 (2013年)

### 個人
- 高円宮杯 JFA U-18サッカープレミアリーグEAST・得点王（2015年）
- 関東大学サッカーリーグ戦・MVP（2019年）
- 関東大学サッカーリーグ戦・ベストイレブン（2019年）
- 関東大学サッカーリーグ戦・ベストヒーロー賞（2019年）
- 全日本大学サッカー選手権大会・ベストFW（2019年）

## 代表歴
- U-18日本代表（2015年）
- U-19日本代表
  - Suwon JS Cup（2016年）